# Isadora González
Isadora González (Ciudad de México; 1 de noviembre de 1973) es una actriz mexicana que ha participado en varias telenovelas y series.

## Trayectoria

### Telenovelas
- Monteverde (2025) - Mamá de Lucía
- Vivir de amor (2024) - Gildarda "Gi" Corcuera[2]
- La madrastra (2022) - Inés Lombardo Fuentes
- Esta historia me suena (2022-2023) - 2 Unitarios[3][4]
- Te doy la vida (2020) - Trabajadora social
- Ringo (2019) - Sandra Vega
- El vuelo de la Victoria (2017) - Mireya
- La piloto (2017) - Joanna
- La candidata (2016-2017) - Mariela
- Perseguidos (2016-2017) ... Fiscal Yolanda
- Un camino hacia el destino (2016) - Thelma
- La gata (2014) Sandra de De la Fuente
- Corazón indomable (2013) - Simona Irazábal
- Rafaela (2011) - Elizabeth Jacome
- Muchachitas como tú (2007) - Rocío
- Corazones al límite (2004) - Bárbara Magallanes
- Bajo la misma piel (2003) - Norma Rioja
- La otra (2002) - Paulina de Mendizabal
- El precio de tu amor (2000-2001) - Mireya
- Tres mujeres (1999-2000) - Miriam Cohen
- El privilegio de amar (1998-1999) - Maclovia
- Esmeralda (1997) - Tania
- Mi querida Isabel (1996)
- Tú y yo (1996) - Amiga De Alicia
- Volver a empezar (1994-1995) - Sonia
- Dos mujeres, un camino (1993)
- De frente al sol (1992)

### Programas
- Te quiero y me duele (2024) - Madre de Camila
- Hoy voy a cambiar (2017) - Nuri
- Por siempre Joan Sebastian (2016) - Dra. del Castillo
- Maldita tentación (2016)
- Como dice el dicho (2011-presente) - Varios personajes[5]
- La rosa de Guadalupe (2010-presente) - Varios personajes
- Tiempo final (2010) - Marcela
- Mujer, casos de la vida real (2001)
- Picardía Mexicana (1997-2000) - Cantante